# Sobików (gromada)
Sobików – dawna gromada, czyli najmniejsza jednostka podziału terytorialnego Polskiej Rzeczypospolitej Ludowej w latach 1954–1972.
Gromady, z gromadzkimi radami narodowymi (GRN) jako organami władzy najniższego stopnia na wsi, funkcjonowały od reformy reorganizującej administrację wiejską przeprowadzonej jesienią 1954 do momentu ich zniesienia z dniem 1 stycznia 1973, tym samym wypierając organizację gminną w latach 1954–1972.
Gromadę Sobików z siedzibą GRN w Sobikowie utworzono – jako jedną z 8759 gromad na obszarze Polski – w powiecie piaseczyńskim w woj. warszawskim, na mocy uchwały nr VI/10/12/54 WRN w Warszawie z dnia 5 października 1954. W skład jednostki weszły obszary dotychczasowych gromad Cendrowice, Czachówek, Czaplinek, Czarny Las, Dobiesz, Kiełbaska, Krzaki Czaplinowskie, Sierzchów, Obręb, Sobików i Wojciechowice ze zniesionej gminy Sobików w tymże powiecie. Dla gromady ustalono 24 członków gromadzkiej rady narodowej.
31 grudnia 1959 do gromady Sobików przyłączono obszar zniesionej gromady Wincentów w tymże powiecie (bez wsi Aleksandrów, Buczynów, Karolina, Linin i Pęcław).
Gromada przetrwała do końca 1972 roku, czyli do kolejnej reformy gminnej.